# Plogoff
Plogoff é uma comuna francesa na região administrativa da Bretanha, no departamento Finisterra. Estende-se por uma área de 11,74 km². Em 2010 a comuna tinha 1 249 habitantes (densidade: 106,4 hab./km²).